# Lékoumou
| Lékoumou            | Lékoumou                          |
| ------------------- | --------------------------------- |
| Lékoumou            |                                   |
| Basisdaten          |                                   |
| Hauptstadt:         | Sibiti                            |
| Fläche:             | 20.950 km²                        |
| Einwohner:          | 78.344 (Berechnung, 2005)         |
| Bevölkerungsdichte: | 3,74 Einw./km² (Berechnung, 2005) |
| ISO 3166-2:         | CG-2                              |

Lékoumou ist ein Departement der Republik Kongo mit der Hauptstadt Sibiti.

## Geographie
Das Departement liegt im Süden des Landes und grenzt im Norden an Gabun, im Nordosten an die Region Plateaux, im Südosten an das Departement Pool, im Süden an das Departement Bouenza und im Westen an das Departement Niari.
Die Südostgrenze, zu dem Departement Pool und Bouenza, wird vom Fluss Bouenza gebildet und die Südwestgrenze, ebenfalls zu Bouenza, vom Niari (Kouilou). Ein Stück der Westgrenze, zum Departement Niari, wird durch den Fluss Louessé und seinem Nebenfluss Mpoukou beschrieben.
Koordinaten: 3° 30′ S, 13° 30′ O